# مرض العين الزرقاء
ينجم مرض العين الزرقاء عن فيروس إل إم بّي ف (LPMV)، وهو الفيروس الوحيد من فصيلة فيروسات أورثوبولا الخنازير في عائلة الفيروسات المخاطية. تشمل المرادفات للمرض "متلازمة العين الزرقاء" و"مرض العين الزرقاء من فيروس باراميكسو الخنازير" و"عدوى فيروس باراميكسو لا بيداد ميتشواكان".
مرض العين الزرقاء هو مرض فيروسي يُحدد عادةً عن طريق التهاب الدماغ والالتهاب الرئوي وأمراض الجهاز التنفسي في الخنازير. ثم أنه يسبب فشلًا إنجابيًا في الخنازير البالغة، ونادرًا ما يتماثل مع عتامة القرنية، وهو اضطراب في العين يتميز بتندب القرنية.
| (غير مصنف): فيروس                 |
| العالم: الريبوفيريا               |
| المملكة: orthornavirae            |
| الشعبة: فيروسات رنا سالبة السلسلة |
| الفئة: Monjiviricetes             |
| الرتبة: فيروسات سلبية أحادية      |
| العائلة: فيروسات مخاطية           |
| الجنس: orthorubulavirus           |
| الأنواع: Porcine orthorubulavirus |
| Member virus                      |
| La-Piedad-Michoacan-Mexico virus  |

## العلامات والتشخيص
بدأ مرض العين الزرقاء عادةً في الخنازير الصغيرة التي يتراوح عمرها بين 2-21 يومًا؛ يموت 90 بالمائة من الخنازير التي تصاب بالمرض. ويبدأ عادةً ببداية مفاجئة للحمى، أو تقوس الظهر، أو الاكتئاب. ثم يتطور المرض مع أعراض عصبية بما في ذلك الضعف والرنح وارتعاش العضلات ووضعية غير طبيعية وتصلب الساقين الخلفيتين. بعض الأعراض الأخرى المرتبطة بهذا المرض هي التهاب الملتحمة والعمى والرأرأة والإمساك والإسهال. يمكن أن تظهر على الخنازير الأصغر سنًا علامات عصبية وتنفسية قد تكون شديدة جدًا. قد تظهر الخنازير الناضجة لونًا أزرقًا في حدقات أعينها وتواجه صعوبات في الإنجاب.
قد يصاب البالغون من كلا الجنسين بالعقم وقد تعاني الخنازير من الإجهاض والإملاص .
- العجز
- عتامة القرنية – التهاب الملتحمة
- العلامات العصبية – النوبات والتشنجات
- وضعية جلوس الكلب
- حمى
- زيادة العوائد
- زيادة فترات الفطام للتزاوج
- حالات الإملاص
- الخنازير المحنطة
- ارتفاع معدل الوفيات في الخنازير
- تورم الخصيتين

- فقدان الرغبة الجنسية

## السبب
يحدث مرض العين الزرقاء بسبب فيروس الحصبة الخنزيرية، الذي ظهر لأول مرة في عام 1980 في أجزاء من المكسيك، بما في ذلك لا بيداد، وميتشواكان، وخاليسكو، وغواناخواتو.
ينتقل الفيروس بطريقة مباشرة وغير مباشرة عن طريق الأدوات والطيور ويمكن العثور عليه في جميع أنحاء الجسم، بما في ذلك الخلايا العصبية ومعظم الأنسجة الرخوة.

## التشخيص
يمكن أن يحدث تفشي مرض العين الزرقاء على مدار العام، ولكنه أكثر شيوعًا خلال أشهر الربيع والصيف من أبريل إلى يوليو. عادة ما يرتفع معدل الوفيات وينخفض في إطار زمني يتراوح بين أسبوعين وتسعة أسابيع. وبعد انحسار الوباء، لا تحدث حالات أخرى إلا إذا تم إدخال خنازير جديدة حساسة إلى المزرعة. في حالات تفشي المرض الشديدة، يمكن إجراء تشخيص افتراضي. يمكن إجراء الاختبارات المصلية عن طريق تحييد الفيروس واختبار تثبيط التراص الدموي لتشخيص المرض. من الممكن أيضًا عزل الفيروس من عينات الأنسجة.
يمكن أن تساعد نتائج التشريح في تأكيد التشخيص.

## علم الأوبئة
تم الإبلاغ عن مرض العين الزرقاء في الخنازير فقط في المكسيك.
يمكن أن يؤثر ليس فقط على الخنازير ولكن أيضًا على الكلاب والقطط والجرذان والأرانب.

## العلاج والسيطرة
لا يوجد علاج لهذا المرض. يمكن إعطاء علاج الأعراض للعلامات الالتهابية والجهاز التنفسي، ولكن الحالات الشديدة قد تتطلب القتل الرحيم.
يمكن أن تساعد بروتوكولات الأمن الحيوي العامة، بما في ذلك الحجر الصحي المناسب والاختبار والتطهير، في منع دخول المرض أو انتشاره إلى القطيع.

## روابط خارجية
- https://web.archive.org/web/20141215002414/http://www.thepigsite.com/pighealth/article/444/blue-eye-disease-b
- Porcine Rubulavirus infection,http://www.cfsph.iastate.edu/Factsheets/pdfs/blue_eye_disease.pdf